# Nieuwerkerk (Haarlemmermeer)

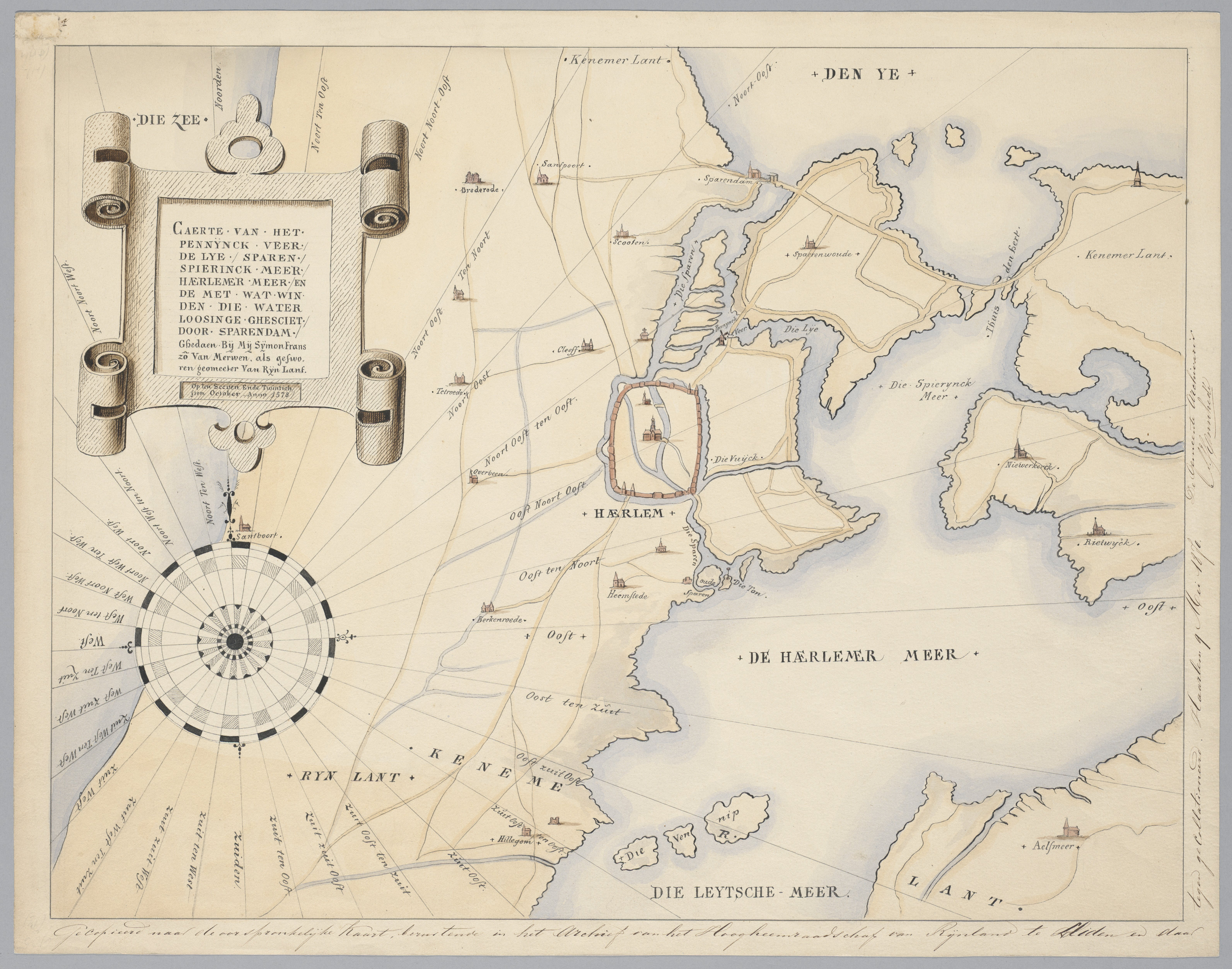
Ligging van de voormalige dorpen Nieuwerkerk en Rietwijk ten noordoosten van het Haarlemmermeer, op een kaart van A.J. Enschedé (1870), naar de kaart van Symen Fransz. van der Merwen uit 1578.

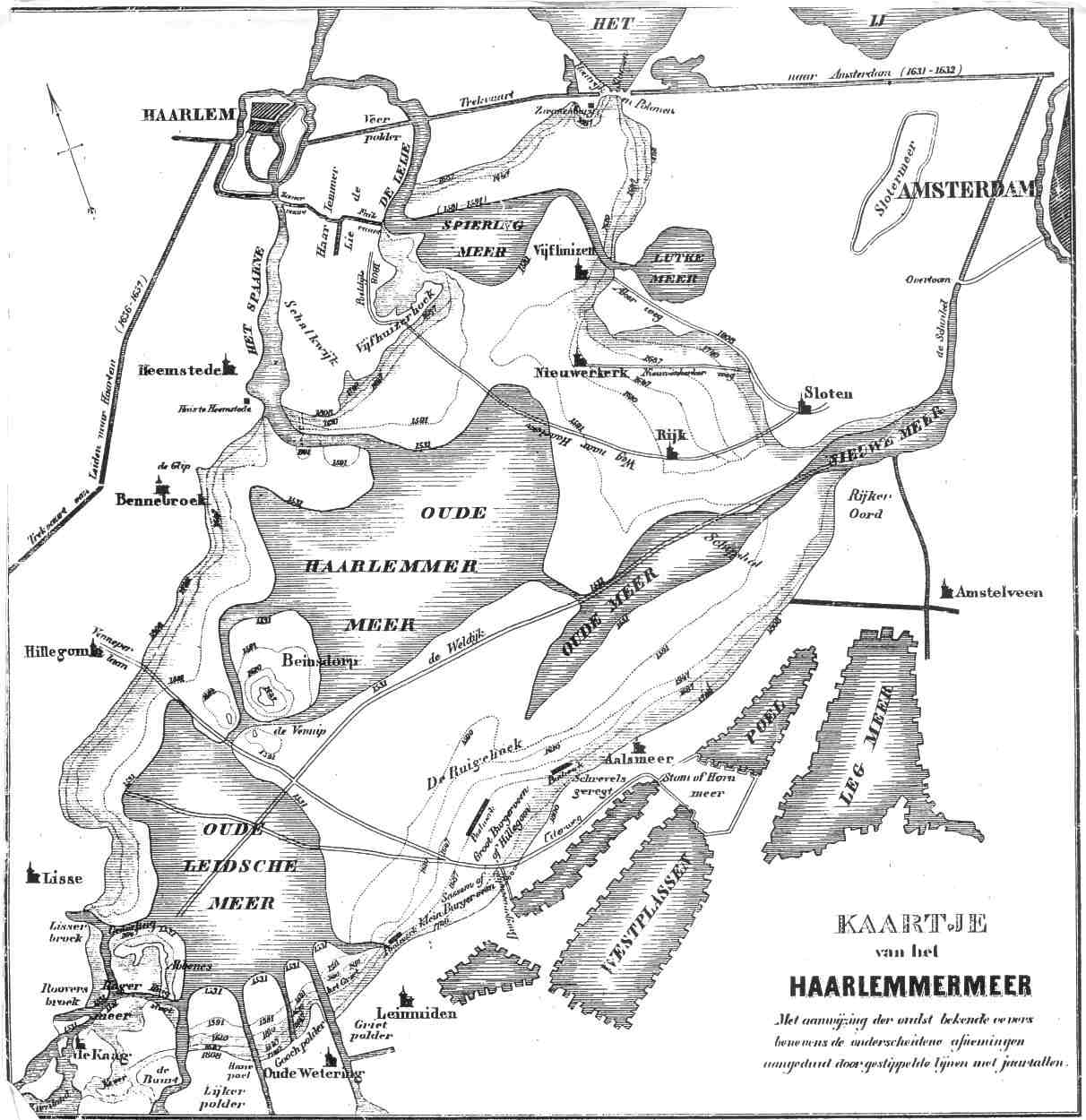
Kaart die aangeeft hoe het Haarlemmermeer groeide in de loop der eeuwen, met de verdwenen dorpen Nieuwerkerk en Rietwijk (Rijk).

Nieuwerkerk is een door het Haarlemmermeer verzwolgen voormalig dorp in Holland (sinds 1840 Noord-Holland), gelegen tussen Haarlem en Sloten. Het dorp maakte deel uit van het ambacht Nieuwerkerk, Zuidschalkwijk en Vijfhuizen. Het ambacht viel onder het baljuwschap Kennemerland. Na 1795 werd het ambacht een gemeente. Nadat Nederland in 1810 deel was gaan uitmaken van het keizerrijk Frankrijk werden per 1 januari 1812 Haarlemmerliede, Hof Ambacht, Houtrijk, Polanen en Zuid-Schalkwijk bij Spaarnwoude gevoegd. Na de verdrijving van de Fransen en de stichting van het koninkrijk der Nederlanden werden de meeste Franse hervormingen tenietgedaan. Per 1 mei 1817 werd Zuid-Schalkwijk met Vijfhuizen en Nieuwerkerk weer een zelfstandige gemeente. Op 22 september 1863 werd het gebied bij de gemeente Haarlemmerliede en Spaarnwoude gevoegd. Op 16 november 1855 werd de drooggelegde polder een zelfstandige gemeente. Het binnen de polder gelegen deel van Nieuwerkerk werd bij de nieuwe gemeente gevoegd. Het restantje dat buiten de polder viel werd bij wet van 19 april 1868 bij de gemeente Sloten gevoegd.

## Geschiedenis
Over de oudste geschiedenis en het ontstaan van het dorp is niets met zekerheid bekend. De oorzaak hiervan is dat alle resten van het dorp in de loop der tijd zijn weggespoeld en dat de schriftelijke bronnen incompleet en soms met elkaar in tegenspraak zijn. Waarschijnlijk is het voor het eerst gesticht tussen de tiende en dertiende eeuw tijdens de grote ontginningsperiode van het veengebied ten oosten van Kennemerland. Het Haarlemmermeer was omstreeks het jaar 1000 een klein veenmeertje, dat zich in de loop der eeuwen steeds verder uitbreidde ten koste van het aangrenzende land.
Mogelijk heette het dorp voor de eerste verplaatsing aanvankelijk Boesingelee, na verplaatsing werd het Nieuwerkerk genoemd. Het was in de Middeleeuwen een welvarend dorp, maar ook dit is grotendeels verzwolgen door de 'Waterwolf' het Haarlemmermeer. Omstreeks 1650 was er van het vroegere dorp weinig meer over.
De ligging van het dorp Nieuwerkerk was ongeveer halverwege de huidige plaatsen Badhoevedorp en Hoofddorp. Een buurtschap met de naam Boesingheliede ligt ten noordwesten van Badhoevedorp.
Ten zuiden van het Lutkemeer restte van Nieuwerkerk nog een smalle strook land met enkele huizen. De Ringvaart van de Haarlemmermeerpolder werd tussen 1840 en 1848 hierdoorheen gegraven. Het Gemaal De Lynden kwam te staan op de smalle overgebleven landstrook. De Raasdorperweg in het dorp Lijnden loopt langs de oude oeverlijn van Nieuwerkerk voor de inpoldering. In 1868 werd het laatste restant van Nieuwerkerk, enkele percelen grasland tussen de Ringvaart en het Lutkemeer, aan de gemeente Sloten toegevoegd.

## Bron
- Kaart van Nieuwerkerk en van de omgeving van Nieuwerkerk door Floris Balthasars en zijn zoon Balthasar Florisz. van Berckenrode in 1615. (niet meer beschikbaar via watwaswaar.nl)